# Claude Grisé
Pour les articles homonymes, voir Grisé.
Claude Grisé est un acteur québécois né en 1939.

## Biographie
Claude Grisé est diplômé de l'École nationale de théâtre du Canada en 1964. À partir de 1969, il fut professeur de théâtre au Cégep de Saint-Hyacinthe.

## Filmographie
- 1976 : Grand-Papa (série télévisée) : L'enquêteur
- 1977 : Duplessis (feuilleton TV) : John Bourque
- 1978 : Le Clan Beaulieu (série télévisée) : Jérôme Marsan
- 1980 : Cordélia : Coroner Migneault
- 1981 : Les Plouffe : Docteur du sanatorium
- 1987 : La Grenouille et la Baleine : L'homme d'affaires
- 1993 : Les Grands Procès : M. De Bellefeuille
- 1995 : Scoop IV : Jean-Marc Roberge
- 1998 : Thunder Point (TV) : Maître D'
- 1998 : L'Invitation : Inspecteur (2)